# العلاقات السودانية الغابونية
العلاقات السودانية الغابونية هي العلاقات الثنائية التي تجمع بين السودان والغابون.

## مقارنة بين البلدين
هذه مقارنة عامة ومرجعية للدولتين:
| وجه المقارنة                                              | السودان                     | الغابون                        |
| --------------------------------------------------------- | --------------------------- | ------------------------------ |
| المساحة (كم2)                                             | 1.89 مليون                  | 267.67 ألف                     |
| عدد السكان (نسمة)                                         | 40.53 مليون                 | 2.03 مليون                     |
| الكثافة السكانية (ن./كم²)                                 | 21.44                       | 7.58                           |
| العاصمة                                                   | الخرطوم                     | ليبرفيل                        |
| اللغة الرسمية                                             | اللغة العربية، لغة إنجليزية | لغة فرنسية                     |
| العملة                                                    | جنيه سوداني                 | فرنك وسط أفريقي                |
| الناتج المحلي الإجمالي (بليون دولار)                      | 117.49 مليار                | 14.62 مليار                    |
| الناتج المحلي الإجمالي (تعادل القوة الشرائية) بليون دولار | 176.55 مليار                | 34.65 مليار                    |
| الناتج المحلي الإجمالي الاسمي للفرد دولار أمريكي          | 2.41 ألف                    | 8.27 ألف                       |
| الناتج المحلي الإجمالي للفرد دولار أمريكي                 | 4.07 ألف                    | 19.43 ألف                      |
| مؤشر التنمية البشرية                                      | 0.479                       | 0.684                          |
| رمز المكالمات الدولي                                      | +249                        | +241                           |
| رمز الإنترنت                                              | سودان                       | .ga                            |
| المنطقة الزمنية                                           | ت ع م+03:00، ت ع م+02:00    | ت ع م+01:00، توقيت غرب أفريقيا |

## منظمات دولية مشتركة
يشترك البلدان في عضوية مجموعة من المنظمات الدولية، منها:
| علم المنظمة | اسم المنظمة                                 | تاريخ انضمام السودان | تاريخ انضمام الغابون |
| ----------- | ------------------------------------------- | -------------------- | -------------------- |
|             | الاتحاد الأفريقي                            | ?                    | ?                    |
|             | الاتحاد البريدي العالمي                     | ?                    | ?                    |
|             | مجموعة دول أفريقيا والكاريبي والمحيط الهادئ | ?                    | ?                    |
|             | يونسكو                                      | 26 نوفمبر 1956       | 16 نوفمبر 1960       |
|             | الفريق المعني برصد الأرض                    | ?                    | ?                    |
|             | مؤسسة التمويل الدولية                       | 21 أكتوبر 1960       | 20 أكتوبر 1970       |
|             | منظمة التعاون الإسلامي                      | ?                    | ?                    |
|             | المركز الدولي لتسوية المنازعات الاستشارية   | 9 مايو 1973          | 14 أكتوبر 1966       |
|             | منظمة حظر الأسلحة الكيميائية                | ?                    | ?                    |
|             | مؤسسة التنمية الدولية                       | 24 سبتمبر 1960       | 4 نوفمبر 1963        |
|             | وكالة ضمان الاستثمار متعدد الأطراف          | 7 نوفمبر 1991        | 26 مارس 2003         |
|             | الاتحاد الدولي للاتصالات                    | 23 أكتوبر 1957       | 28 ديسمبر 1960       |
|             | منظمة الشرطة الجنائية الدولية               | ?                    | ?                    |
|             | الأمم المتحدة                               | 12 نوفمبر 1956       | 20 سبتمبر 1960       |
|             | البنك الدولي للإنشاء والتعمير               | 5 سبتمبر 1957        | 10 سبتمبر 1963       |
|             | البنك الإفريقي للتنمية                      | ?                    | ?                    |

## وصلات خارجية
- موقع وزارة الخارجية السودانية